# Trovit
Trovit es un buscador global de anuncios clasificados, especializado en inmuebles, empleo y automóviles, originario de España. Tiene presencia en más de 50 países y está disponible en 19 idiomas, siendo Europa, Asia y América Latina los continentes donde tiene mayor tráfico.
“Trovit” proviene de la fusión de dos palabras: “Trovi”(encuéntralo en esperanto) e “it” (“eso” en inglés).
Junto con Mitula, Nestoria, Nuroa, Globaliza, iCasas, La Encontré, Punto Propiedad, Properati, DotProperty, HipFlat y Thailand Property,  forman  la red de agregadores y portales de anuncios clasificados de Lifull Connect.

## Producto
Trovit funciona como un agregador de anuncios clasificados, esto significa que centraliza miles de anuncios de distintos sitios web en un solo portal. Se presenta como un portal independiente para cada país donde opera; en cada uno se subdivide en: Trovit Casas, Trovit Autos, Trovit Empleos y Trovit Productos. El objetivo principal del negocio es llevar tráfico a los portales inmobiliarios que contratan sus productos digitales.
Algunos de sus clientes principales incluyen a los portales con mayor tráfico del mundo como Zillow, Viva Real, Auto Scout 24, Reed, idealista.com, inmobiliare.it, Zonaprop o Viva Anuncios.
Una de sus funciones de cara a los usuarios que buscan inmuebles, autos o empleo es la opción de configurar alertas personalizadas a través de correo electrónico. Cuando el usuario da clic en un anuncio es redirigido a la fuente original para completar la transacción en caso le interese.
Trovit ha desarrollado aplicaciones móviles y web para los distintos verticales.
Desde 2019, con la creación de Lifull Connect, tras la fusión de Trovit (que ya formaba parte de Next) y Mitula Group, adaptó su modelo de negocio para conformar una red junto con Mitula, Nuroa, Nestoria y portales inmobiliarios locales o regionales.

## Historia
Trovit fue fundado en 2006 en Barcelona por Iñaki Ecenarro, Raúl Puente, Daniel Giménez y Enrique Domínguez como un buscador de viviendas que agrupa anuncios de múltiples páginas web.  En 2007 extendió su alcance a dos verticales más: autos y empleos, a la vez que abrió operaciones en Italia, Francia e Inglaterra.
Hacia 2009, Trovit ya operaba en 13 países de Europa, América del Sur y América del Norte. En 2010 abrió la categoría de productos, cuarta línea de negocio vertical, enfocada en centralizar miles de anuncios clasificados sobre artículos nuevos o usados de cualquier tipo.
A finales del 2014, Trovit fue adquirida por la empresa japonesa Next Co. (filial de Lifull para expandir su negocio fuera del continente asiático), por un valor de 80 millones de euros. En ese momento, Trovit aseguraba tener más de 47 millones de visitas únicas al mes en 40 países. La compañía japonesa justificó su compra asegurando que esta le permitiría una plataforma masiva de información inmobiliaria y de estilo de vida en todo el mundo.
En 2019, Trovit (en ese momento bajo el paraguas de Next) y la empresa española Mitula Group se fusionaron para fundar Lifull Connect, creando así una red de agregadores y portales de anuncios clasificados.

## Datos clave
- Tiene presencia en 57 países a través de 19 idiomas - Junio 2017.[1]
- Al mes recibe 90 millones de visitantes únicos - Octubre 2019 .[6]
- En repetidas ocasiones ha sido incluido en las mediciones de Best Workplaces in Europe. La última fue en 2019.[14]
- Su venta a Next se cerró en 80 millones de euros.[1]
- España, Polonia e Italia son los mercados más fuertes en Europa; mientras que en América Latina lo son Brasil, Chile y México.[15]
- Más de 20 millones de descargas de las aplicaciones móviles en Google Play - Agosto 2022.[8]

## Hitos
2006: Trovit se funda en Barcelona.
2008: Trovit llega a 11 países con un equipo de 11 personas y alcanza la marca de 5 millones de usuarios/mes.
2012: Trovit tiene presencia en 38 países y recibe a más de 30 millones de usuarios/mes.
2014: Trovit es adquirida por NEXT, el portal de bienes raíces líder de Japón.
2019: Trovit y Mitula Group se fusionan para fundar Lifull Connect.

## Presencia Internacional
Trovit opera actualmente en los siguientes países:
| Europa - Dinamarca - Irlanda - Rumania - Alemania - Italia - Suiza - Reino Unido - Bélgica - Austria - España - Hungría - Francia - Suecia - Rusia - República Checa - Ucrania - Polonia - Países Bajos - Portugal - Noruega - Luxemburgo | América - Argentina - Ecuador - EE.UU - Brasil - Venezuela - Canadá - Perú - Chile - Colombia - Costa Rica - Panamá - Uruguay - México Oceanía - Australia - Nueva Zelanda | Asia - Turquía - Emiratos Árabes Unidos - Japón - Singapur - Pakistán - Malasia - Hong Kong - Filipinas - Taiwán - India - Tailandia - Indonesia - Vietnam - Catar - Kuwait - Arabia Saudita - África - Nigeria - Sudáfrica - Egipto - Marruecos - Kenia |

## Críticas
El índice de búsqueda de Trovit es tan preciso y actual como los datos proporcionados por sus fuentes (portales y sitios web). Estas, a su vez, dependen de los datos suministrados por agentes inmobiliarios, constructoras, vendedores de autos, reclutadores de empleo y usuarios. La calidad de los resultados depende de la motivación de esas fuentes para brindar información precisa y actualizada.
Para el vertical de inmuebles, mercados como España e Italia, se basan en contratos no exclusivos entre vendedores o dueños y agentes inmobiliarios. Eso motiva a que los agentes eviten revelar información precisa sobre la propiedad cuando la publican en Internet. En muchos casos, Trovit no puede geolocalizar las propiedades con precisión en el mapa.
En el vertical de trabajos la situación es diferente, y en mercados como el del Reino Unido la fragmentación es significativa. Trovit puede indexar miles de anuncios utilizando su sistema de control de duplicados.
Por último, en la línea de autos, la información está ligada a grandes bases de datos, directorios masivos y el acceso a los concesionarios. La venta final del producto no es comprobable a través de Trovit.
Desde 2019, el interés de muchos portales de clasificados alrededor del mundo se enfocó en encontrar nuevos negocios, tras la incursión de Meta y Google en los verticales.